# Acanthodoris
Acanthodoris is een geslacht van zeenaaktslakken (Nudibranchia) uit de familie van de sterslakken (Onchidorididae).

## Soorten
- Acanthodoris atrogriseata O'Donoghue, 1927
- Acanthodoris brunnea MacFarland, 1905
- Acanthodoris falklandica Eliot, 1907
- Acanthodoris globosa Abraham, 1877
- Acanthodoris hudsoni MacFarland, 1905
- Acanthodoris lutea MacFarland, 1925
- Acanthodoris metulifera Bergh, 1905
- Acanthodoris mollicella Abraham, 1877
- Acanthodoris nanaimoensis O'Donoghue, 1921
- Acanthodoris nanega Burn, 1969
- Acanthodoris pilosa (Abildgaard in Müller, 1789) – Egelslak
- Acanthodoris pina Ev. Marcus & Er. Marcus, 1967
- Acanthodoris planca Fahey & Valdés, 2005
- Acanthodoris rhodoceras Cockerell, 1905
- Acanthodoris uchidai Baba, 1935